# Pflegeanstalt Kosten/Warthegau

Hauptgebäude der alten Anstalt

Die Pflegeanstalt Kosten/Warthegau, gegründet als Provinzial-Irren- und Idiotenanstalt, später Provinzialanstalt Kosten, befand sich in Kościan (deutsch: Kosten) im damaligen Wartheland.
Heute befindet sich hier das Wojewódzki Szpital Neuropsychiatryczny imienia Oskara Bielawskiego, ein neuropsychiatrisches Krankenhaus.

## Geschichte

### Gründung
Sie wurde am 1. April 1883 unter Trägerschaft des Landarmenverbands der Provinz Posen in etwa fünf Minuten fußläufiger Entfernung zum Bahnhof eröffnet. Zunächst nutzte man ein Klostergebäude der Bernhardiner, das schon seit 1838 als Landarmenhaus gedient hatte. 1910 bestand die gesamte Einrichtung aus der Irrenpflegeanstalt und Idiotenanstalt, dem Direktorhaus und Beamtenhäusern. Eine Lindenallee teilte das Gelände. Zum Areal gehörte ein Gemüsegarten. Für die Kinder gab es ein Schulgebäude. Der Haupteingang lag an der Breslauer Straße.

### NS-Krankenmorde bei Kosten
Die NS-Krankenmorde bei Kosten fanden im Januar 1940 an polnischen Kranken und im Februar an evakuierten reichsdeutschen Patienten in einem Gaswagen durch das Sonderkommando Lange in Waldgebieten bei der Stadt Kościan (dt. Kosten) im Warthegau statt.

### Hintergrund
Der Rechtsanwalt Karl Binding und der Psychiater Alfred Hoche hatten schon 1920 in ihrem Werk Die Freigabe der Vernichtung Lebensunwerten Lebens über den Gnadentod für geistig oder unheilbar Kranke geschrieben. In der Eugenik und nationalsozialistischen Rassenhygiene fand der Gedanke Einzug. Den Nationalsozialisten galten derartige Menschen als Ballastexistenzen und überflüssige Esser, so dass im Herbst 1939 mit einem auf den Kriegsbeginn rückdatierten Schreiben Hitlers, die Krankenmorde in Deutschland im Rahmen der Aktion T4 vorbereitet wurden.
Die systematische Tötung von Insassen von Anstalten für geistig Behinderte hatte mit der deutschen Besetzung Polens mittlerweile in den Reichsgauen Wartheland, Danzig-Westpreußen und Pommern bereits begonnen. Aller Wahrscheinlichkeit nach gingen die Aktionen auf lokale Initiativen von Albert Forster (Gauleiter Danzig Westpreußen), Franz Schwede-Coburg (Gauleiter Pommern) und Arthur Greiser (Gauleiter Posen und Warthegau) zurück. Sie waren also nicht von den Verantwortlichen der T4-Euthanasie im Reich geplant.
In Pommern wurden vier der sechs großen Heil- und Pflegeanstalten schrittweise aufgelöst und der SS bzw. der Wehrmacht übergeben, und zwar die Heilanstalt Stralsund, die Provinzial-Heilanstalt Lauenburg, die Kückenmühler Anstalten bei Stettin und die Provinzialheilanstalt in Treptow/Rega (Kreis Greifenberg). Einzig die Heil- und Pflegeanstalt Obrawalde (Prov. Brandenburg, Kreis Meseritz) und Ueckermünde blieben erhalten. Von den einstmals ungefähr 7600 in Pommern betreuten Patienten waren 4600 (rund 60 %) von den Anstaltsauflösungen betroffen. Sie wurden meist in andere, zum jeweiligen Zeitpunkt noch aufnehmende pommersche Krankenhäuser verlegt oder in Neustadt/Westpreußen (Wejherowo) bzw. Kosten (Koscian) im Reichsgau Wartheland getötet.
Im Wartheland wurde dabei vom in Posen stationierten Sonderkommando Lange erstmals in der Geschichte begonnen, mit Gas stationär in einer Gaskammer des Fort VII in Posen und mobil in einem Gaswagen zu morden. Die Gauselbstverwaltung unter dem SS-Oberführer Robert Schulz war ein willfähriges Instrument und erhielt ihre Weisungen unmittelbar von Greiser. Dabei war die Abteilung III (Volksfürsorge) unter Werner Ventzki für die Fürsorge für geistig und körperlich Gebrechliche wie Geisteskranke, Taubstumme, Blinde und Krüppel zuständig. Noch 1939 richtete die Behörde sehr wahrscheinlich in Koscian eine Zentralstelle für Krankenverlegung unter Walter Grabowski ein, die später nach Kalisz verlegt wurde. In Posen befand sich ein Sonderstandesamt, das die Tötungen verwaltungsmäßig bearbeitete und Sterbeurkunden mit gefälschten Todesursachen ausstellte.
Diese Mordaktionen hatten ihre Ursachen nicht nur im rassistischen und sozialdarwinistischen Denken des Nationalsozialismus, sondern auch in Nützlichkeitsüberlegungen wie dem Freimachen von Räumlichkeiten für SS, Wehrmacht, Umsiedler, Behörden und Krankenhäuser. Die staatlich gesteuerten oder sanktionierten Terroraktionen gegen die Zivilbevölkerung erreichten eine neue Dimension. Sie waren auch der Beginn der „Vernichtung lebensunwerten Lebens“: Der Intelligenz, der geistig Behinderten und der Juden.

### Tötung polnischer Patienten
Vom 15. bis 22. Januar 1940 wurden alle in der staatlichen psychiatrischen Anstalt von Kościan lebenden psychisch kranken Patienten vom SS-Sonderkommando Lange getötet. Dazu wurden sie unter dem Vorwand einer Verlegung mit einer Mischung aus Morphium mit Scopolamin ruhiggestellt und in einen Wald bei Jarogniewice nördlich von Koscian gebracht. Dort wurden sie in einem Vergasungswagen durch Kohlenmonoxid ermordet und in Massengräbern zurückgelassen. Die Opferzahl betrug mehr als 500 Menschen.

### Tötung evakuierter Patienten aus dem Altreich
Ab Februar 1940 wurden in mehreren Transporten hauptsächlich deutsche und jüdische psychisch oder unheilbar Kranke aus verschiedenen Anstalten in Treptow/Rega, Lauenburg, Ueckermünde und Stettin nach Koscian verlegt. Die Patienten wurden zunächst im großen Saal mit Essen versorgt, während die begleitenden Pfleger wieder zurückgeschickt wurden. Anschließend wurden sie in den Wäldern bei Stęszew etwa 25 km von Koscian entfernt im Gaswagen ermordet.
Die Opferzahl ist nicht feststellbar, Ernst Klee geht von 1200 Patienten aus, während man anhand der aufgefundenen Todesurkunden mit vermutlich gefälschten Todesursachen auf 2750 Patienten kommt.
Die Anstalt selbst wurde aufgelöst und diente dann einem Infanterie-Ersatzbataillon der Wehrmacht als Kaserne.
Im Juni 1940 trafen in Kalisz stationierte Beamte der „Zentrale für Krankenverlegung“ ein und stellten für die Familienangehörigen der Getöteten Benachrichtigungen mit falscher Todesursache aus.

### Nachkriegszeit
Am 2. April 1945 wurde die erste Abteilung der wieder hergestellten Heilanstalt eröffnet. Sie heißt heute Wojewódzki Szpital Neuropsychiatryczny imienia Oskara Bielawskiego.